# Johan Hendrik Poulsen
Johan Hendrik Poulsen (født 30. januar 1869 i Skopun, død 30. august 1954) var en færøsk lærer og politiker (SF). Han gik fire vintre på højskolekursus på Testrup, Askov og Vallekilde i Danmark, og var lærer i Skopun 1912–1939. Han var også medlem af Færøernes skolestyre (Føroya skúlastjórn) 1904–1906.
Poulsen var valgt til Lagtinget fra Sandoy 1897–1908 og 1916–1932, og var tilsluttet Sjálvstýrisflokkurin fra partiets dannelse i 1906.